# Cinnamomum cassia
Cinnamomum cassia  es un árbol perennifolio nativo del sur de China e Indochina este de Birmania. Como es muy similar a la canela (Cinnamomum zeylanicum, conocido como "canela verdadera" o "canela de Ceylán"), se emplea principalmente como condimento aromático o especia.

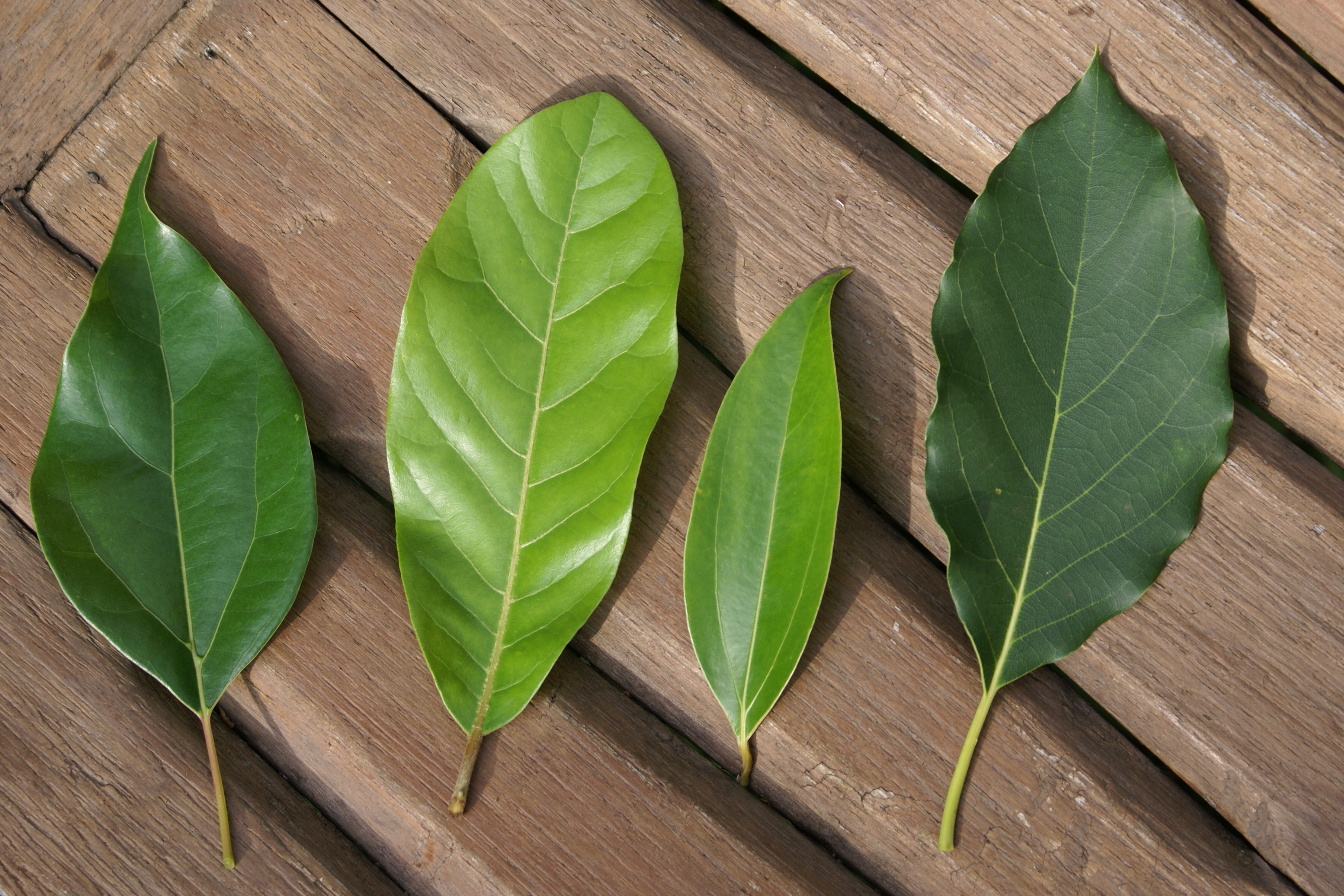
Hojas

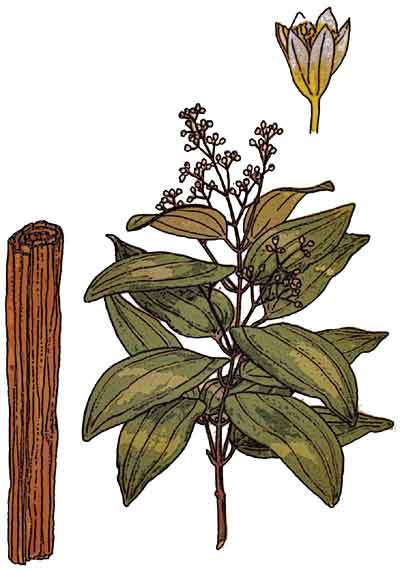
Ilustración

## Descripción
El árbol de la casia llega a crecer de 10-15 m de altura, posee una corteza grisácea, y las hojas pueden llegar a los 10-15 cm de largo, y tienen un color rojizo cuando son jóvenes.

## Propiedades
Cassia, llamada en chino: ròu gùi; 肉桂 es una de las 50 hierbas fundamentales usadas en la medicina tradicional china.
La medicina tradicional china usa la corteza (gui-pi) para actuar en los meridianos de corazón, hígado, bazo y riñón. Dolores digestivos debidos a frío o a una mala digestión, dolores menstruales, dolor lumbar y artritis producida por el frío.[cita requerida] No usar si hay insuficiencia evidente de Yin o calor.
También se usa la rama (gui-zhi) para actuar en los meridianos de corazón, pulmón y vejiga. Abre los poros para la sudoración, bueno para enfriamientos, tortícolis y dolor muscular, dolor pectoral y palpitaciones, artritis y dolor de articulaciones, menstruaciones dolorosas. No usar si hay fiebre o calor.
Principios activos
La corteza produce un 2% de aceite esencial que contiene un 90% de e-cinamaldehido y muy poco eugenol. Se han descrito diversos diterpenos (cincassioles, cinceilanina).
Derivados fenilpropánicos, lignanos furanofuránicos, polisacáridos, heterósidos mono y sesquiterpénicos y numerosos derivados flavánicos.
Se ha descrito que C. Cassia contiene entre  0,7 y 12,2 g de cumarina por kg de corteza en polvo siendo de especial relevancia por las propiedades de hepatotoxicidad y anticoagulante de la cumarina, si bien existen fuertes variaciones en función de la procedencia de las muestras de C. Cassia.

## Taxonomía
Cinnamomum cassia fue descrita por (L.) J.Presl y publicado en O Prirozenosti rostlin, aneb rostlinar 2: 44. 1825.
Etimología
Cinnamomum: nombre genérico que proviene del griego Kinnamon o Kinnamomon, que significa madera dulce. Este término griego probablemente proviene del hebreo quinamom, el cual tiene origen en una versión anterior al término Kayu manis, que en el lenguaje de Malasia e Indonesia también quiere decir madera dulce.
cassia: epíteto que deriva de un antiguo nombre griego Kasia utilizado por Dioscórides.
Sinonimia
- Camphorina cassia (Nees & T.Nees) Farw.
- Cinnamomum aromaticum Nees
- Cinnamomum longifolium Lukman.
- Cinnamomum medium Lukman.
- Cinnamomum nitidum Hook.
- Laurus cassia L.
- Laurus malabathrum Reinw. ex Nees
- Persea cassia (L.) Spreng.[6]

## Nombres comunes
- canelo de Manila, canela de la China, canela de la India, casia acanelada.[7]

## Especias relacionadas
- Canela
- Cinnamomum tamala